# Talisayan

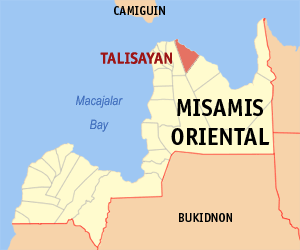
Bản đồ Misamis Oriental với vị trí của Talisayan

Talisayan là một đô thị hạng 4 ở tỉnh Misamis Oriental, Philippines. Theo điều tra dân số năm 2000 của Philipin, đô thị này có dân số 19.959 người trong 4.050 hộ.

## Các đơn vị hành chính
Talisayan được chia ra 18 barangay.
| - Bugdang - Calamcam - Casibole - Macopa - Magkarila - Mahayag - Mandahilag - Mintabon - Pangpangon | - Poblacion - Pook - Punta Santiago - Puting Balas - San Jose - Santa Ines - Sibantang - Sindangan - Tagbocboc |